# Коридорас карликовий
Коридорас карликовий (Corydoras hastatus) — вид сомоподібних риб з роду Коридорас підродини Corydoradinae родини Панцирні соми. Інші назви «сомик-горобець», «плямохвостий коридорас-пігмей». У природі поширений у річках Південної Америки; утримують також в акваріумах.

## Опис
Завдовжки досягає 2,5—3,5 см. Є найменшим серед коридорасів. Спостерігається статевий диморфізм: самиця більша та гладкіша за самця. Голова звужена. Очі непропорційно великі. Вуси відносно довгі та тонкі. Тулуб кремезний, трохи витягнуте у довжину з високою передньою частиною. Боки сплощено й вкрито 2 рядками кістковими пластинками. Бічна лінія пряма. Хвостовий плавець розділено, з великими лопатями. Спинний плавець невисокий, у самця — загострено на кінці, самиці — заокруглений. Грудні плавці добре розвинені з потужним одним жорстким променем. Черевні плавці також розвинені. Хвостовий плавець розрізано, зі звуженими кінчиками лопатей.
Забарвлення напівпрозоре: від ніжно-зеленого до золотаво-помаранчевого відтінку. Спина має оливково-зелене забарвлення. Черево білувате. Від зябрових кришок до хвостового стебла тягнеться горизонтальна темна смуга, яка закінчується ромбоподібною плямою з жовтою облямівкою. По нижньому краю хвостового стебла проходить чорна смужка. В основі хвостового плавця є велика стрілкоподібна чорна пляма з білими крапочками зверху. Усі плавці прозорі, забарвлені в тон тіла. Верхній край жирового плавця чорного забарвлення.

## Спосіб життя
Є бентопелагічною рибою. Зустрічається у прісній та чистій воді. Утворює великі групи. Зазвичай пересувається серед рослин, а не біля дна, як інші коридораси. Прихильна до середніх шарів води. Вдень ховається серед рослин, попід великим каміння, серед корчів.
Статева зрілість настає у 7-10 місяців. Самиця спочатку відкладає 1 яйце між черевними плавцями, яке протягом 30 секунд запліднює самець. Потім прикріплює до листя. Таким чином запліднюється 7-15 ікринок протягом 1 дня. Нерест триває 3-4 дні, за які відкладається 30-60 ікринок. Інкубаційний період триває 3-9 днів.

## Розповсюдження
Поширено у річках Парагвай і Гуапоре — в межах Аргентини, Парагваю, Болівії та Бразилії.

## Утримання в акваріумі
Довжина акваріума не менше 40 см, в оздобленні повинні бути різноманітні укриття (корчі, рослини тощо). Рекомендують тримати зграйкою не менше 10 особин. Невибагливі в утриманні. Оптимальними параметрами води є: 21–25 °C, dGH 5—15°, pH 6,5—7,2. Потрібна фільтрація води та її підміна.